# ميشيل كلاين (مصمم أزياء)
ميشيل كلاين (بالفرنسية: Michel Klein)‏ هو مصمم أزياء فرنسي، ولد في 1958 في باريس في فرنسا.

## وصلات خارجية
- الموقع الرسمي